# Petit Théâtre du Nord
 (août 2021).

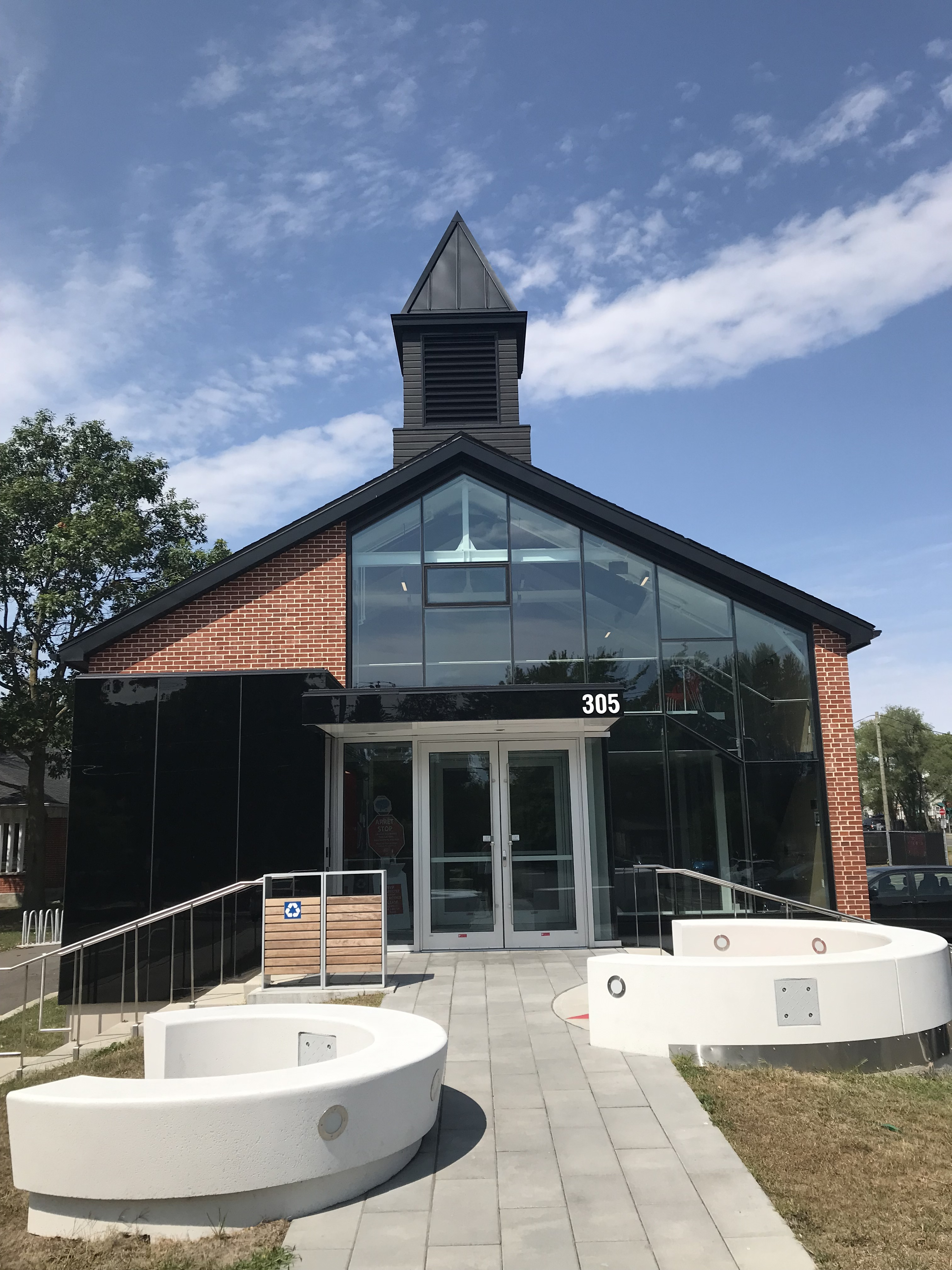
Le Petit Théâtre du Nord est situé dans le Centre de création de Boisbriand, au 305 chemin de la Grande-Côte.

Le Petit Théâtre du Nord, aussi appelé le PTDN, est une compagnie de créations théâtrales fondée en 1998 par les comédiens Mélanie St-Laurent, Sébastien Gauthier, Luc Bourgeois et Louise Cardinal. 
Nouvellement situé dans le Centre de création de Boisbriand (Québec), le PTDN peut désormais accueillir 185 spectateurs. Outre ses créations annuelles, la compagnie produit également des activités théâtrales sporadiques, comme des lectures publiques, des ateliers, des maisons hantées et des stages.  

## Mission artistique
Le Petit Théâtre du Nord se consacre exclusivement à la création, à la production et à la diffusion de pièces de théâtre inédites. Chaque année, les fondateurs se donnent comme mandat de commander des textes à des auteurs québécois, qui offrent du contenu sensible et humoristique. « La comédie ne nous empêche pas de parler de sujets plus graves, dit Mélanie St-Laurent, comme la politique […]. Le défi qu'on se pose, c'est de parler de tout, dans tous les styles de comédie ». Ainsi, au fil du temps, la compagnie a collaboré avec plus de 25 auteurs et a développé l’activité théâtrale dans les Basses-Laurentides. 
Concernant leur vision artistique, les fondateurs ne sont jamais entrés dans une recette bien précise, mais leurs œuvres encabanent inexorablement l’être humain dans une situation complexe, pour ensuite en rire. Il a parfois été question de la mort, de la séparation, de l’intimidation et de la mondialisation, par exemple, mais toujours sous le couvert de la comédie. La compagnie fait appel à des auteurs différents chaque année, offrant ainsi une nouvelle couleur théâtrale annuellement.
De plus, le PTDN encourage les créateurs de la relève, notamment grâce à leur collaboration avec l’École de théâtre professionnel Lionel-Groulx.

## Répertoire[2]
- 1998: Névrose à la carte
- 1999: Love Sorry
- 2000: C'est devenu grOs
- 2001: Trappe à rats
- 2002: Ronald fable corporative
- 2003: L'espace entre nous
- 2004: Terminus
- 2005: Les Envahisseurs
- 2006: Visite Guidée
- 2007: Semi Détaché
- 2008: La corde au cou
- 2009: Sac à sacs
- 2010: Soirée Gourmande (Chez Milot)
- 2010: Mélodie Dépanneur
- 2011: Soirée Gourmande (L'impressionniste & Chez Milot)
- 2011: La grande sortie
- 2012: Soirée Gourmande (Chez Milot)
- 2012: Les orphelins de Madrid
- 2013: Soirée Gourmande (Chez Milot & La Maison François)
- 2013: Enfantillages
- 2014: La grande sortie (Théâtre du Rideau Vert)
- 2014: Enfantillages (tournée)
- 2014: Peau d'ours
- 2014 - 2015: La grande sortie (tournée)
- 2015: En cas de pluie, aucun remboursement
- 2016: Chinoiseries (Recette du désordre)
- 2016: En cas de pluie, aucun remboursement (reprise au Théâtre Jean-Duceppe)
- 2017: Docile
- 2017: En cas de pluie, aucun remboursement (tournée)
- 2018: Quelque chose comme une grande famille
- 2019: La Maison
- 2020: Bonne fête meman! (Théâtre au balcon)
- 2021: Nous nous sommes tant aimés
- 2022: Changer de vie
- 2023: Grandeur minimale requise

## Prix et distinctions
- 2004 : Grands prix de la culture des Laurentides - Prix en création en arts de la scène
- 2004 : Masque de la production Régions
- 2006 : Prix d'Entreprise de plus de 15 employés du gala Hommage à la réussite de la Chambre de commerce et de l'industrie de Thérèse-De Blainville
- 2006 : Prix Roseq-Rideau
- 2009 : Prix coup de cœur du gala Hommage à la réussite de la Chambre de commerce et de l'industrie de Thérèse-De Blainville
- 2009 : Prix réalisation théâtrale des Grands prix de la culture des Laurentides
- 2017 : Médaille honorifique du Canada du député fédéral de Thérèse-De Blainville